# Etienne Siliee
Etienne Siliee lub Etienne Sealey – trener piłkarski z Curaçao.

## Kariera trenerska
W roku 1996 oraz od 2005 do 2007 roku trenował narodową reprezentację Antyli Holenderskich. Obecnie pracuje jako dyrektor techniczny Federacji Piłki Nożnej Curaçao. Jest również instruktorem licencji trenerskiej CONCACAF.
Od lipca 2014 prowadził narodową reprezentację Curaçao w rozgrywkach o Puchar Karaibów 2014.